# 1888年臺灣
1888年臺灣正式開辦新式郵政，同年年底臺北到錫口的鐵路已經營運。

## 政府

### 斯卡羅酋邦

瑯嶠君主：朱雷（Cudjuy Garuljigulj）

### 清帝國

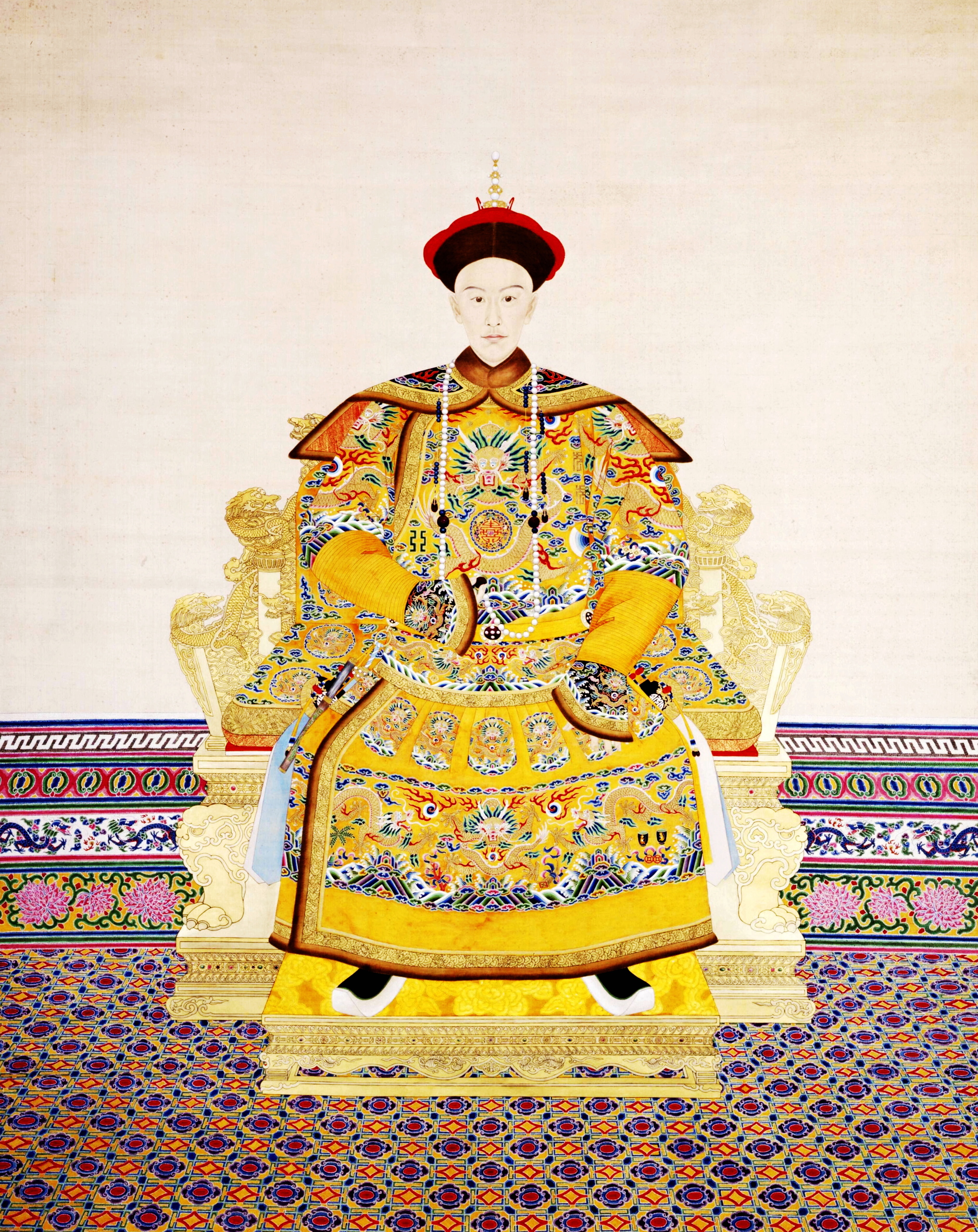
清朝皇帝：光绪帝
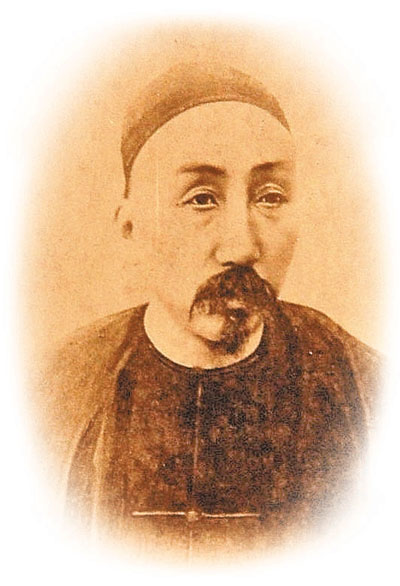
福建臺灣巡撫：劉銘傳
福建臺灣布政使：邵友濂

## 大事記
- 3月1日（正月十九）：劉銘傳領回福建臺灣巡撫關防[1]:106。
- 3月3日（正月廿一）：正式啟用福建臺灣巡撫關防[1]:106。
- 3月22日（二月初十）：臺灣郵政總局正式營運（2月21日公佈營運告示）[2]。
- 8月2日：大庄事件，花東縱谷各庄社的平埔西拉雅族、阿美族、卑南族、客家墾民聯合抗清。
- 8月25日（七月十八日）：騰雲號與御風號開始在已完工的大稻埕到錫口（今臺北市松山區）鐵路路段試運轉[3]:88[4]:88。
- 12月18日（十一月十六日）：
  - 公布〈臺灣鐵路章程〉[4]:95。
  - 臺北到錫口的鐵路路段正式營運[4]:95。

## 出生
- 4月20日——林迦，高雄企業家。日治時期曾經營高雄三信前身「有限責任興業信用組合」，戰後出任首屆鹽埕區長。（1972年逝世）
- 6月21日——洪火煉，南投企業家、政治人物。日治時期曾任臺中州會議員，戰後出任國大代表。（1953年逝世）
- 7月19日——黃旺成，社會運動家。日治時期參與過臺灣文化協會、臺灣民眾黨，戰後出任臺灣省議員。（1978年逝世）
- 10月1日——紀登，企業家，農民，出身台中豐原。專做南北貨生意，在豐原成立海國商行，在46歲時沒有生到男生故聽信算命師要-往南才會得男，故賣掉台中的事業到嘉義向當時嘉義首富林義順購買55甲土地耕作，後代居住嘉義。（1971年逝世）
- 11月5日——林熊徵，仕紳、實業家、政治人物。出身板橋林家，創辦華南銀行，曾任總督府評議員。（1946年逝世）